# Salome Sticken
Salome Sticken (Groenlo ca. 1369 – Diepenveen, 17 oktober 1449) was een Nederlands religieuze en een van de leidende personen binnen de Moderne Devotie. Zij stond aan het hoofd van het Meester-Geertshuis in Deventer en het vrouwenklooster Diepenveen, en schreef de leefregel voor vrouwen van de Moderne Devotie. Haar levensloop is verschillende keren vastgelegd in 'viten'.

## Jeugd
Sticken was de dochter van grootgrondbezitter Harmen Sticken. Volgens de viten van Salome Sticken zou haar vader door een preek van Geert Grote geïnspireerd zijn om zich aan te sluiten bij de Moderne Devotie, een spirituele hervormingsbeweging die in de late Middeleeuwen in Nederland ontstond. Vrouwen speelden binnen de Moderne Devotie een grote rol; vele honderden vrouwen sloten zich bij de beweging aan.
Salome Sticken voelde zich in eerste instantie niet aangetrokken tot dit leven van zelfverloochening en praktische vroomheid. Tot haar twintigste leefde ze het wereldse leven van een jonge vrouw uit een rijke familie. In het jubeljaar 1390 overwoog ze echter een pelgrimstocht naar Rome om een aflaat te halen. Ze maakte kennis met Johan de Waal, de prior van het Bethlehem-klooster in Zwolle, die haar introduceerde in het Meester-Geertshuis in Deventer. Dit huis was door Geert Grote gesticht voor vrouwen die een geestelijk leven wilden leiden; zij werden de Zusters van het Gemene Leven genoemd.  Sticken ging niet naar Rome, maar voegde zich in Deventer bij de Zusters van het Gemene Leven. Vanaf 1392 was Johannes Brinckerinck de geestelijk raadsman van de zusters in het huis; hij heeft grote invloed gehad in het leven van Sticken.

## Meester-Geertshuis en Klooster Diepenveen
Sticken werd na enkele jaren benoemd tot rectrix van het Meester-Geertshuis, naar verluidt tegen haar zin omdat ze opzag tegen de verantwoordelijkheid en de wereldlijke beslommeringen die bij die functie hoorden. Ze gaf zeventien jaar leiding aan het Huis. In 1408 vertrok ze voor een reis naar Kampen en keerde niet meer terug naar Deventer. Brinckerinck gaf haar opdracht om in te trekken in het net door hem opgerichte vrouwenklooster in Diepenveen. Sticken was het liefst lekenzuster geworden omdat ze dan niet in aanmerking zou komen voor leidinggevende functies in het klooster. Ze werd echter in 1409 koorzuster. In 1412 werd ze gekozen tot priorin van de gemeenschap; dit zou ze blijven tot 1446.
Onder haar leiding kwam de gemeenschap van reguliere kanunnikessen van Sint-Agnes in Diepenveen tot bloei en groeide uit tot enkele honderden nonnen. Veel zusters waren afkomstige uit rijke en vooraanstaande families en het klooster kreeg veel schenkingen. Het gold als een model voor de vrouwentak van de Moderne Devotie. Sticken zette ook de leefregels voor de zusterhuizen die deze beweging waren toegedaan op schrift: de 'Vivendi formula'.

## Nagedachtenis en betekenis
Binnen de Moderne Devotie was het gebruikelijk om de levensverhalen van belangrijke leden van de beweging op schrift vast te leggen in zogenaamde 'viten'. In zusterboeken werd de geschiedenis van een zusterhuis of klooster verteld aan de hand van de levensverhalen (viten) van de zusters.
Het levensverhaal van Salome Sticken gold als een inspirerend voorbeeld en werd verschillende keren vastgelegd; er zijn drie Middelnederlandse versies en een versie in het Latijn bewaard gebleven. In de viten wordt de nadruk gelegd op Stickens vroomheid, in het bijzonder de combinatie van gehoorzaamheid, zelfvernedering en mystieke geloofsbeleving. Zij barstte tijdens het gebed wel in tranen uit of verloor de controle over haar ledematen, wat werd gezien als goddelijke goedkeuring van haar leven en geloof.
Salome Sticken geldt als een van de meest prominente personen binnen de Moderne Devotie. Zij werd in haar tijd gewaardeerd om haar intelligentie, inzicht en levenshouding, ook door de mannelijke leiders van de Moderne Devotie aan wie ze formeel ondergeschikt was.
De gemeente Deventer noemde in 2020 een straat in het dorp Diepenveen naar Salome Sticken.